# Krętak mały
Krętak mały (Gyrinus (Gyrinulus) minutus) – gatunek wodnych chrząszczy z rodziny krętakowatych i podrodziny Gyrininae.

## Taksonomia
Gatunek został opisany w 1798 roku przez Johna Christiana Fabriciusa.

## Opis
Od krętaków z podrodzaju nominatywnego różni się posiadaniem garbka na tarczce i bruzdy na śródpiersiu przechodzącej wzdłuż całej linii środkowej. Ciało długości od 3,7 do 4,7 mm (lub od 3,5 do 4,5 mm), regularnie owalne, o grzbietowej stronie czarnej bądź błękitno-czarnej, a spodniej rdzawożółtej. Przedplecze i pokrywy równo, wąsko obrzeżone. Wierzchołek pokryw łagodnie zaokrąglony. Wierzch ciała z wyraźną, nieregularnie siateczkowatą mikrorzeźbą.

## Biologia i ekologia
Preferuje przybrzeżną strefę większych zbiorników wodnych. Spotykany w stawach, torfiankach, zatokach jezior, a rzadziej zatokach rzek o wolnym nurcie.

## Rozprzestrzenienie
Gatunek holarktyczny, sięgający na północ poza koło podbiegunowe. Znany z Europy z wyjątkiem południowych krańców, Syberii, północnych Chin i Ameryki Północnej. W całej Polsce pospolity.